# Erwan Konaté
Erwan Konaté (* 18. April 2003 in Amiens) ist ein französischer Leichtathlet, der sich auf den Weitsprung spezialisiert hat.

## Sportliche Laufbahn
Erwan Konaté trat 2019 zum ersten Mal in Weitsprungwettkämpfen auf nationaler Ebene an und belegte im Juli den fünften Platz bei den französischen U18-Meisterschaften. 2020 wurde er französischer U18-Hallenmeister und steigerte sich im Laufe des Jahres auf eine Bestweite von 7,30 m Auch 2021 konnte er sich mehrfach verbessern. Im Juli trat er bei den U20-Europameisterschaften in Tallinn an. Dort erreichte er das Finale und sprang darin eine neue Bestweite von 7,91 m, mit denen er die Bronzemedaille gewinnen konnte. Nur einen Monat später nahm er in Nairobi auch an den U20-Weltmeisterschaften teil. Dort gelang ihm im Finale ein Sprung auf 8,12 m, die nationalen U20-Rekord bedeuteten und ihm zudem den Juniorenweltmeistertitel sicherten. 2022 belegte Konaté den sechsten Platz bei den französischen Hallenmeisterschaften. Im Sommer wurde er nationaler U20-Meister. Nachdem die letzten U20-Weltmeisterschaften, aufgrund der COVID-19-Pandemie um ein Jahr verschoben wurden waren, trat er 2022 bei den nächsten U20-Weltmeisterschaften in Cali an. Dort konnte er mit einem Sprung auf 8,08 m seinen Titel aus dem Vorjahr verteidigen. 2023 verpasste er bei den nationalen Hallenmeisterschaften nur knapp eine Medaille. Anfang März trat er bei den Halleneuropameisterschaften in Istanbul an. Bei seinem internationalen Meisterschaftsdebüt im Erwachsenenbereich, erreichte er direkt das Finale, das er als Siebter beendete. Im Juli trat er bei den U23-Europameisterschaften in Espoo an und erreichte auch dort das Finale. Darin erbrachte er jedoch seine schwächste Saisonleistung, blieb unterhalb von 7 Metern und wurde am Ende Elfter. Ende Juli gewann er die Bronzemedaille bei den französischen Meisterschaften.
2024 wurde Erwan Konaté französischer Hallenmeister im Weitsprung.

## Wichtige Wettbewerbe
| Jahr                   | Veranstaltung               | Ort                    | Platz                  | Disziplin              | Weite                  |
| Startet für Frankreich | Startet für Frankreich      | Startet für Frankreich | Startet für Frankreich | Startet für Frankreich | Startet für Frankreich |
| ---------------------- | --------------------------- | ---------------------- | ---------------------- | ---------------------- | ---------------------- |
| 2021                   | U20-Europameisterschaften   | Tallinn                | 3.                     | Weitsprung             | 7,91 m                 |
| 2021                   | U20-Weltmeisterschaften     | Nairobi                | 1.                     | Weitsprung             | 8,12 m                 |
| 2022                   | U20-Weltmeisterschaften     | Cali                   | 1.                     | Weitsprung             | 8,08 m                 |
| 2023                   | Halleneuropameisterschaften | Istanbul               | 7.                     | Weitsprung             | 7,65 m                 |
| 2023                   | U23-Europameisterschaften   | Espoo                  | 11.                    | Weitsprung             | 6,83 m                 |

## Persönliche Bestleistungen
Freiluft
- Weitsprung: 8,12 m, 20. August 2021, Nairobi

Halle
- Weitsprung: 8,04 m, 7. Februar 2024, Mondeville